# دوور هایتس، نیو ساوت ولز
دوور هایتس (به انگلیسی: Dover Heights) یک حومه شهر در استرالیا است که در نیو ساوت ولز واقع شده‌است.